# František Vladimír Hrbáč
František Vladimír Hrbáč (Vladimír od roku 1917, 3. listopadu 1892 Mariánské Hory – 26. února 1943 Auschwitz) byl československý legionář, učitel, spisovatel a oběť nacismu.

## Život

### Před první světovou válkou
František Hrbáč se narodil 3. listopadu 1892 v Mariánských Horách u Ostravy. Vychodil tři třídy měšťanské školy, vystudoval učitelský ústav ve Slezské Ostravě a stal se učitelem. Od října 1911 působil na obecné škole v Komárově a od dubna 1912 v Mokrých Lazcích.

### První světová válka
Po vypuknutí první světové války byl František Hrbáč povolán do c. a k. armády a jako příslušník 31. pěšího zeměbraneckého pluku odeslán na ruskou frontu. Zde padl 12. června 1916 v hodnosti desátníka do zajetí. Přihlásil se do Československých legií, kam byl přijat 28. července téhož roku. Zúčastnil se bitvy u Zborova a absolvoval Sibiřskou anabázi. V roce 1917 přestoupil na Pravoslaví a přijal druhé křestní jméno Vladimír. Do Československa se vrátil v roce 1920 v hodnosti kapitána.

### Mezi světovými válkami
Po návratu do Československa František Vladimír Hrbáč v armádní službě nepokračoval a vrátil se k učitelské profesi. Působil na obecné škole chlapecké v Mariánských Horách, od roku 1927 jako řídící učitel smíšené obecní školy v Proskovicích, od března 1933 v Michálkovicích a poté na obecné škole chlapecké v ostravském Zábřehu. Byl činovníkem Československé obce legionářské v regionu, publikoval legionářskou literaturu.

### Druhá světová válka
Zapojení Františka Vladimíra Hrbáče do protinacistického odboje není prokázáno. Je možné, že dostačujícím důvodem pro jeho zatčení gestapem byla jeho angažovanost v Československé obci legionářské a národní cítění vštěpované žákům během jeho pedagogické dráhy. Byl přepraven do koncentračního tábora Auschwitz, kde 26. února 1943 zahynul.

## Rodina
Sestrou Františka Vladimíra Hrbáče byla Jenovéfa Matýsková. Jejím manželem byl Vladimír Matýsek, rovněž ruský legionář. František Vladimír Hrbáč se v roce 1919 v Novonikolajevsku poprvé oženil s ruskou občankou Larisou Georgievnou Kolačevovou. Manželům se narodila dcera Naděžda a syn Jiří. Jeho první žena zemřela na tuberkulózu, z jeho druhého manželství vzešel syn Vladimír.

## Publikační činnost
- Kolem Zborova. Kytice vzpomínek na Zborov (1937, spoluautorství s Rudolfem Tlapákem)
- Synové ředitele Strombacha. Svědectví zborovského účastníka (1937)

## Vyznamenání
- Řád sokola s meči